# Godshuizenbrug
De Godshuizenbrug (Frans: Pont des Hospices) is een metalen hefbrug in de haven van Brussel in de Brusselse gemeente Sint-Jans-Molenbeek.
De 9,1 m brede brug werd gebouwd in 1934 en heeft één overspanning van 21 m over het kanaal.